# إدموند بلوم
إدموند بلوم (بالألمانية: Edmund Blum)‏ هو طبيب وكاتب نمساوي، ولد في 9 سبتمبر 1874 في زومباثلي في المجر، وتوفي في 14 أبريل 1938 في فيينا في النمسا.